# Soomaaliyeey toosoo
Soomaaliyeey toosoo ("Desperta-te Somália") foi o hino nacional da Somália entre 2000, quando substituiu Soomaaliya Ha Noolaato, e 2012, quando foi substituído por Qolobaa Calankeed. O hino foi escrito por Ali Mire Awale e o compositor da música é desconhecido. O hino data de 1947, porém essa informação não é muito precisa.